# Musca munroi
Musca munroi este o specie de muște din genul Musca, familia Muscidae, descrisă de William Hampton Patton în anul 1936. Conform Catalogue of Life specia Musca munroi nu are subspecii cunoscute.